# 横須賀市長
横須賀市長（よこすかしちょう）は、横須賀市の首長たる特別職の地方公務員。

## 現職市長
- 市長 - 上地克明（）